# Глобиця
Глобиця (пол. Głobica, нім. Glabitsch) — село в Польщі, у гміні Стегна Новодворського повіту Поморського воєводства.
Населення — 50 осіб (2011).
У 1975-1998 роках село належало до Ельблонзького воєводства.

## Демографія
Демографічна структура станом на 31 березня 2011 року:
|          | Загалом | Допрацездатний вік | Працездатний вік | Постпрацездатний вік |
| -------- | ------- | ------------------ | ---------------- | -------------------- |
| Чоловіки | 24      | 6                  | 15               | 3                    |
| Жінки    | 26      | 5                  | 16               | 5                    |
| Разом    | 50      | 11                 | 31               | 8                    |